# A jövőből jött lány
A jövőből jött lány ausztrál ifjúsági tévéfilmsorozat, amit a Film Australia készített 1990-ben. A film főszereplőnője Alana (Katharine Cullen), aki 3000-ben élt. A sorozat elején egy rossz útra tért katona Silverthorn (aki 2500-ban élt) elrabolta, s visszavitte a távoli múltba (1990-be).
Míg Alana a múltjában ragadt egy másik lány Jenny segíti alkalmazkodni az időhöz, míg nem tud visszatérni a jelenébe.
A sorozat folytatása 1993-n vetítették A jövőből jött lány 2. rész: A holnap vége címmel.

## Epizódlista
(zárójelben a magyar cím nemhivatalos fordításban)
1. Future Shock (Jövősokk)
2. A Primitive and Dangerous Time (Egy primitív és veszélyes idő)
3. Sanctuary (Szentély)
4. Sweetness and Fright (Édesség és rémület)
5. Don't Tell Mum (Ne mondd el a mamának)
6. Computer Games (Számítógépes játékok)
7. Stake-Out (Tét-Vesztés)
8. Newsprobe (Hírszonda)
9. Truth and Lies (Igazság és hazugság)
10. Betrayed (Elárulva)
11. Captain Zero Strikes Again (Zero kapitány visszatér)
12. Last Stand at Kelly Deli (Az utolsó állomás Kelly Deli-vel)

Megjegyzés: A címek nem hivatalosak. Csak azért adták meg azokat, hogy meg lehessen különböztetni az epizódokat.

## Fordítás
- Ez a szócikk részben vagy egészben  a   The_Girl_from_Tomorrow című angol Wikipédia-szócikk fordításán alapul.  Az eredeti cikk szerkesztőit annak laptörténete sorolja fel. Ez a jelzés csupán a megfogalmazás eredetét és a szerzői jogokat jelzi, nem szolgál a cikkben szereplő információk forrásmegjelöléseként.